# J1・J2ハイライト
『J1・J2ハイライト』（ジェイワン・ジェイツーハイライト）は、2012年5月12日から放送されているスカパー!制作のJリーグ試合結果速報番組である。この項目では同年5月16日から放送されている『Jリーグヤマザキナビスコカップ ハイライト』についても記述する。

## 概要
スカパー!ではJリーグ速報番組として『マッチデー♥Jリーグ』を放送しているが、『マッチデー♥Jリーグ』がインタビューなどで多角的に結果を速報するのに対して、『J1・J2ハイライト』は試合中継映像にナレーションを入れるのみの純粋なハイライトに特化した番組である。また、Jリーグヤマザキナビスコカップについても、2012年からスカパー!がフジテレビジョンからサブライセンスを獲得したことによって、ハイライト番組として『Jリーグヤマザキナビスコカップ ハイライト』を放送することになった。

## 放送時間

### J1・J2ハイライト
- リーグ戦開催日の23:00 - 23:45

### ナビスコカップハイライト
- カップ戦開催日の23:00 - 23:30

## ナレーター
- 坂信一郎
- 毛利久志

同日の『マッチデー♥Jリーグ』担当者が本番組も担当する。